# جون ماكلولين (لاعب كرة قدم بريطاني)
جون ماكلولين (بالإنجليزية: Jon McLaughlin)‏ (9 سبتمبر 1987 بإدنبرة في المملكة المتحدة - ) هو لاعب كرة قدم بريطاني في مركز حراسة المرمى. لعب مع برادفورد سيتي ونادي بيرتن ألبيون ونادي هاروجيت تاون وHarrogate Railway Athletic F.C. ‏.

## وصلات خارجية
- جون ماكلولين على موقع الاتحاد الدولي (مؤرشف)  (الإنجليزية)
- جون ماكلولين على موقع الاتحاد الأوربي (الإنجليزية)
- جون ماكلولين على موقع إي إس بي إن إف سي (الإنجليزية)
- جون ماكلولين على موقع قاعدة بيانات كرة القدم.إي يو (الإنجليزية)
- جون ماكلولين على موقع ناشيونال فوتبول تيمز (الإنجليزية)
- جون ماكلولين على موقع Soccerbase.com (لاعب) (الإنجليزية)
- جون ماكلولين على موقع Soccerway.com (الإنجليزية)
- جون ماكلولين على موقع عالم كرة القدم.نت (الإنجليزية)